# Anafi
Anafi eller Nanfi (grekiska Ανάφη, Anaphe) är en grekisk ö bland Kykladerna, öster om Santorini. Ön är drygt 40 km² stor, och hade år 2001 en befolkning på 273 personer.
På öns södra kust finns ruiner efter ett Apollontempel.